# 1841
Évszázadok: 18. század – 19. század – 20. század
Évtizedek: 1790-es évek – 1800-as évek – 1810-es évek – 1820-as évek – 1830-as évek – 1840-es évek – 1850-es évek – 1860-as évek – 1870-es évek – 1880-as évek – 1890-es évek
Évek: 1836 – 1837 – 1838 – 1839 –  1840 – 1841 – 1842 – 1843 – 1844 – 1845 – 1846

## Események
- január 2. – Megjelenik a Kossuth Lajos szerkesztette Pesti Hírlap első száma.[1]
- március 4. – Beiktatják hivatalába az Egyesült Államok 9. elnökét, William Henry Harrisont, aki a beiktatási ceremóniáján tüdőgyulladást kapott, és egy hónappal később elhunyt. (Ö volt az első elnök, aki hivatali ideje alatt halt meg.)[2]
- március 16. – A Yucatáni Köztársaság kikiáltása,[3] amely 1848-ig áll fenn Mexikótól különváltan.
- április 4. – Beiktatják hivatalába az Egyesült Államok 10. elnökét, John Tylert.[4]
- április 8. – Széchenyi István az angol evezősklubok mintájára megalapítja az első Hajós Egyletet.[5]
- április 25. – Mayotte francia protektorátussá válik.[6][7]
- május 3. – Új-Zélandot angol gyarmattá nyilvánítják.[8]
- július 13. – Dardanella-egyezmény aláírása, minden ország hadihajói elől elzárja a Fekete-tengerhez vezető szorost.[9]
- július 18. – Brazíliában császárá koronázzák II. Pétert.[10]
- november 2. – Kabulban népfelkelés tör ki.[11]

## Születések
- január 9. – Jungfer Gyula műlakatos, díszműkovács, vasárugyáros († 1908)
- január 28. – Újházi Ede magyar színész, jellemkomikus, a realista színjátszás egyik úttörője († 1915)
- január 28. – Sir Henry Morton Stanley, walesi születésű amerikai újságíró és Afrika-kutató († 1904)
- február 16. – Armand Guillaumin francia impresszionista festő († 1927)
- március 10. – Engeszer Károly pénzügyi fogalmazó († 1871)
- március 25. – Allaga Géza cselló- és cimbalomművész, zeneszerző († 1913)
- május 11. – Pauler Gyula történész, levéltáros († 1903)
- július 31. – Kuncz Ignác jogtudós, az MTA tagja († 1903)
- szeptember 2. – Julius von Payer osztrák–magyar monarchiabeli katonatiszt, sarkkutató, hegymászó, térképész és tájképfestő († 1915)
- szeptember 12. – Savanyú Jóska, híres bakonyi betyár († 1907)
- szeptember 28. – Georges Clemenceau, francia politikus († 1929)
- november 16. – Kossuth Ferenc, dualizmus-kori magyar mérnök, politikus, miniszter, Kossuth Lajos fia († 1914)
- november 19. – Schulek Frigyes, építész († 1919)

## Halálozások
- február 5. – Csepcsányi Gábor, akadémiai tanár, több megye táblabírója, költő (* 1775)
- február 11. – Bethlen Elek, császári és királyi kamarás (* 1777)
- március 31. – Eduard Gurk(wd) osztrák festő (* 1801)
- június 1. – Nicolas Appert, francia feltaláló (* 1749)
- július 14. – Budai Ézsaiás hittudós, filozófus, író, történész, református püspök (* 1766)
- július 27. – Mihail Jurjevics Lermontov, orosz költő (* 1814)
- augusztus 14. – Johann Friedrich Herbart, német filozófus, pedagógus (* 1776)
- december 8. – Johann Heinrich Dannecker, német klasszicista szobrász (* 1758)